# ويليام كوشران
ويليام كوشران (بالإنجليزية: William Cochran)‏ هو مغني أوبرا وموسيقي أمريكي، ولد في 23 يونيو 1943 في كولومبوس في الولايات المتحدة.

## وصلات خارجية
- ويليام كوشران على موقع ميوزك برينز (الإنجليزية)
- ويليام كوشران على موقع أول ميوزيك (الإنجليزية)
- ويليام كوشران على موقع ديسكوغز (الإنجليزية)